# Кузьмук, Александр Иванович
Алекса́ндр Ива́нович Кузьму́к (укр. Олександр Іванович Кузьмук; род. 17 апреля 1954, село Дятиловка) — советский и украинский военачальник и политический деятель, генерал армии Украины (23.08.1998), командующий Национальной гвардией Украины (1995—1996), министр обороны Украины (1996—2001, 2004—2005), вице-премьер-министр Украины (2007), народный депутат Украины 4-го, 6-го и 7-го созывов, член СНБО Украины (август 1996 — декабрь 2001, октябрь 2004 — февраль 2005).

## Место рождения, образование
Родился в селе Дятиловка Славутского района Хмельницкой области в семье военнослужащего.
В 1975 году окончил Харьковское высшее танковое командное училище, в 1983 году — Военную академию бронетанковых войск имени Р. Я. Малиновского, в 1998 году — Академию Вооружённых сил Украины (специальность — «соединения и объединения Вооруженных Сил», квалификация — «магистр государственного военного управления»). Доктор военных наук (2014; специальность 20.02.22 — «Военная история»)

## Карьера

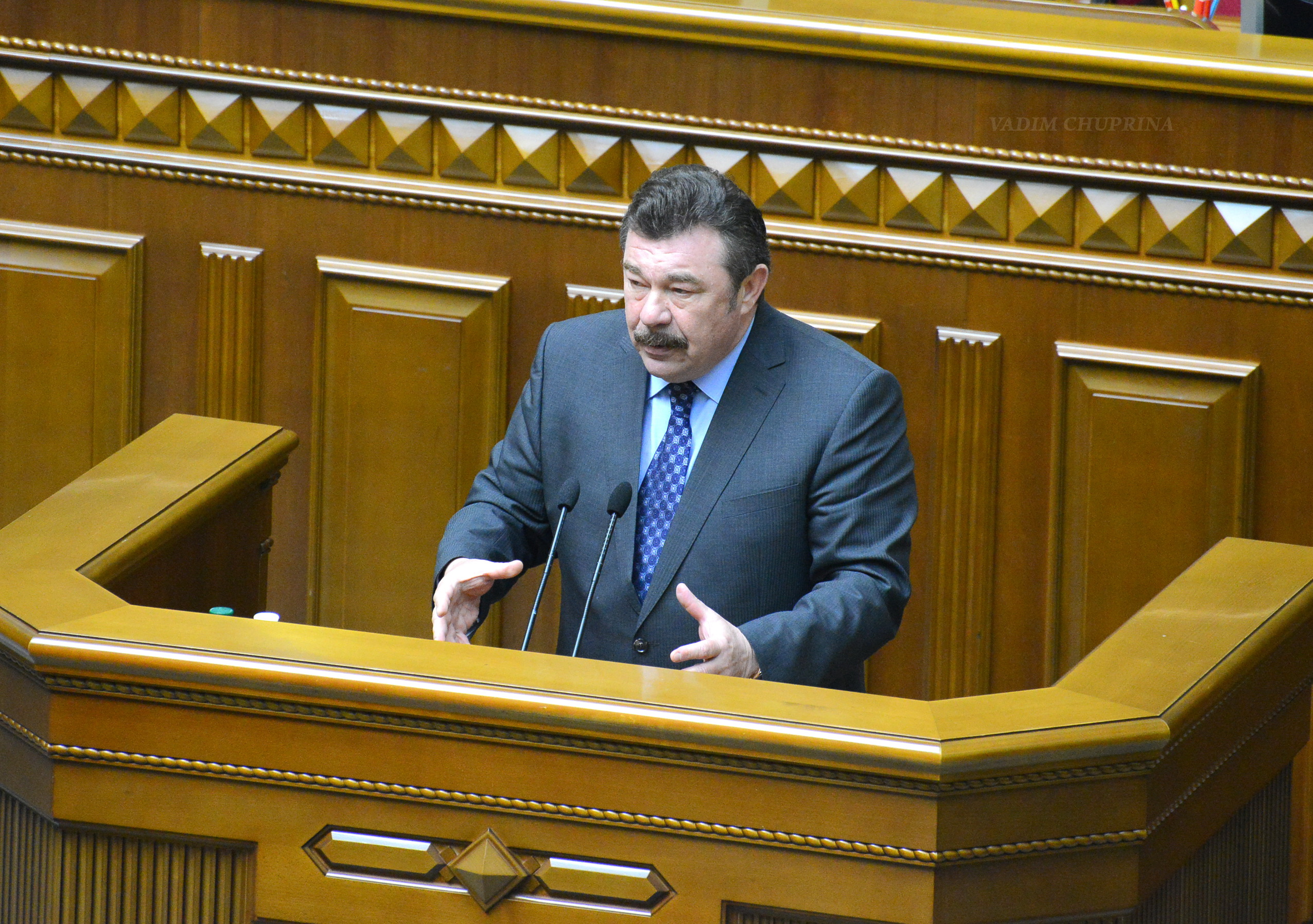
Александр Кузьмук в Верховной раде Украины

С 1975 по 1990 год служил в Вооружённых силах СССР на должностях командира танкового взвода, роты, батальона, заместителя начальника штаба полка, начальника штаба полка, комполка, заместителя командира дивизии. С 1990 по 1995 год был начальником штаба — заместителем командира дивизии, комдивом и командиром 32-го армейского корпуса на территории АРК. 7 октября 1995 года назначен командующим Национальной гвардии Украины, занимал этот пост до 11 июля 1996 года.
С 11 июля 1996 по 24 октября 2001 года занимал пост министра обороны Украины.
23 августа 1998 года Александру Кузьмуку было присвоено звание генерала армии Украины.
С 2002 по 2005 год — народный депутат Украины, член Комитета Верховной Рады Украины по вопросам национальной безопасности и обороны. В этот же период — с 24 сентября 2004 по 3 февраля 2005 — А. И. Кузьмук во второй раз побывал Министром обороны Украины, при этом сохранив за собой депутатский мандат. На выборах 2006 года безуспешно пытался пройти в парламент под № 3 партии «Відродження», созданной Георгием Кирпой. До 14 июня 2006 — внештатный советник Президента Украины Виктора Ющенко.
25 мая 2007 года А. И. Кузьмук в третий раз стал членом украинского правительства. Антикризисная коалиция одобрила его назначение на должность. Вице-премьер-министра, курирующего деятельность силовых ведомств. Предварительно парламент принял отставку Владимира Радченко, который, по официальной версии, столкнулся с рецидивом старой болезни. А по неофициальной — не стал активным и эффективным игроком команды Премьер-министра Виктора Януковича в борьбе с Президентом Виктором Ющенко (в частности, против роспуска Верховной Рады V созыва). Некоторые наблюдатели посчитали, что А.И. Кузьмук был введен в состав правительства в противовес пропрезидентски настроенному главе Минобороны Анатолию Гриценко — как человек, который «в случае необходимости» смог бы влиять на армейских генералов.
По итогам досрочных выборов-2007 стал народным депутатом Верховной Рады Украины 6-го созыва по списку Партии регионов. В 2012 переизбран в Верховную Раду 7-го созыва по списку Партии регионов (№ 43). 22 февраля 2014, после смены власти в стране, вышел из фракции Партии Регионов, с 24 февраля — член депутатской группы «Экономическое развитие».
С 11 марта 2010 по 24 февраля 2014 года — внештатный советник Президента Украины Виктора Януковича.
25 марта 2014 года и. о. президента Украины Александр Турчинов назначил Кузьмука своим внештатным советником по вопросам обороны.
На выборах в Верховную Раду Украины 26 октября 2014 года не смог пройти в парламент, заняв 3-е место по одномандатному избирательному округу № 38 в Днепропетровской области и набрав 12,7 % голосов избирателей.
Уволен с военной службы в октябре 2019 года.

## Воинские звания
- генерал-майор
- генерал-лейтенант — 23 августа 1995
- генерал-полковник — 4 декабря 1996
- генерал армии Украины — 23 августа 1998[2]

## Награды
- Орден Богдана Хмельницкого I степени
- Орден Богдана Хмельницкого II степени (24 августа 1999 года)[7] — за выдающиеся личные заслуги в защите государственного суверенитета, укреплении обороноспособности Украины, а также по случаю 8-й годовщины независимости Украины
- Орден Богдана Хмельницкого III степени (4 декабря 1997 года)[8] — за личные заслуги в развитии и реформировании Вооружённых Сил Украины, укреплении обороноспособности государства
- Орден «За заслуги» III степени (25 июня 2010 года)[9]
- Орден Данилы Галицкого (14 апреля 2004 года) — за многолетний добросовестный труд, весомые достижения в профессиональной деятельности
- Большой крест ордена Заслуг (Португалия, 16 апреля 1998 года)[10]
- Гранд-офицер ордена Освободителя Сан-Мартина (Аргентина, 11 декабря 1998 года)[11]
- 15 медалей
- 9 орденов и знаков отличий других государств
- Отличие «Именное огнестрельное оружие» (17 апреля 1999) — за личные заслуги в укреплении обороноспособности Украины
- Лауреат Государственной премии Украины в области науки и техники 1999 года.
- Почётный гражданин города Новоград-Волынский[12]

## Критика
Заметную часть своей известности генерал приобрёл благодаря двум громким скандалам, связанным с трагическими последствиями армейских учений во время своего первого пребывания на посту главы Минобороны. В первом случае, 20 апреля 2000 года, неудачно пущенная с полигона в Черниговской области ракета класса «земля-земля» попала в жилой дом в Броварах Киевской области. Три человека погибли, пять получили ранения.
4 октября 2001 года ракета «земля-воздух», стартовавшая на учениях войск ПВО в Крыму, сбила над Чёрным морем самолёт ТУ-154 с 78 пассажирами и членами экипажа, летевший рейсом из Тель-Авива в Новосибирск. В день катастрофы Кузьмук написал заявление об отставке, но президент Украины Леонид Кучма всячески замедлял уход Кузьмука. Только после неосторожно брошенных слов с призывом «не делать трагедию» из случившегося и последовавших за этим многочисленных возмущений общественности Кучма всё же принял отставку Кузьмука (министр оставил свой пост 24 октября).

## Семья, хобби
Супруга Людмила Леонидовна — экономист, сын Иван (1975 г.р.) — военный медик, дочь Мария (1985 г.р.) — студентка.
Генерал увлекается историей, рыбалкой и охотой.